# لینیست
لینیست (به انگلیسی: Laneast) یک روستا و محله مدنی در بریتانیا است که در کورنوال واقع شده‌است. لینیست ۲۰۹ نفر جمعیت دارد.